# Тревиньяно
Тревиньяно (итал. Trevignano) — коммуна в Италии, располагается в провинции Тревизо области Венеция.
Население составляет 10 005 человек (2008 г.), плотность населения составляет 375 чел./км². Занимает площадь 27 км². Почтовый индекс — 31040. Телефонный код — 0423.
Покровителями коммуны почитаются Пресвятая Богородица (Santa Maria del Carmelo) и святой Валентин Интерамнский, празднование 14 февраля.

## Демография
Динамика населения:

## Администрация коммуны
- Официальный сайт: http://www.comune.trevignano.tv.it/